# Крогіус Микола Володимирович
Микола Володимирович Крогіус (рос. Николай Владимирович Крогиус; 22 липня 1930, Саратов — 14 липня 2022, Нью-Йорк) — радянський і російський шахіст, науковець, діяч радянського та міжнародного шахового руху, гросмейстер (1964) і міжнародний арбітр (1985). Шаховий теоретик. Член Виконкому (від 1982) і віце-президент (1986—1990) ФІДЕ. Начальник управління шахів Держкомспорту СРСР (1981—1989) і заступник голови Шахової федерації СРСР (1981—1990). Тренер чемпіона світу з шахів Бориса Спаського (1967—1973). Доктор психологічних наук (1980). Досконало володіє німецькою мовою.
Від 1998 року проживав з родиною в США, був громадянином США, зберігаючи водночас і громадянство Росії.

## Походження
Микола Крогіус народився в Саратові в родині інтелігентів, які мали німецьке та скандинавське коріння. З дитинства вирізнявся солідним, вдумливим, педантичним характером. Його батько Володимир Людвігович Бреннерт (1900—1985) був художником, мати Олена Августівна Крогіус (1912—1991) багато років викладала на хімічному факультеті Саратовського державного університету, потім працювала в НДІ скла. Дід по матері Август Адольфович Крогіус (1871—1933), основоположник російської Тифлопсихології, доктор медицини, у 1919—1930 роках викладав філософію в Саратовському університеті, завідував кафедрою психології Саратовського педагогічного інституту, від 1930 року працював на дефектологічному факультеті Ленінградського державного педагогічного інституту ім. О. І. Герцена.
Молодший брат Георгій помер від хвороби немовлям, ще до війни. Після розлучення батьків Миколу виховувала мати, однак і з батьком він підтримував дружні стосунки.

## Дитячі та юнацькі роки
Ази грамоти освоював у найкращій міській чоловічій школі № 19, якою керував відомий педагог Павло Якимович Єрохін. З цієї школи вийшла ціла плеяда майбутніх науковців, посадовців, діячів мистецтва. Свій перший в житті комплект шахів у вересні 1942-го виміняв на тютюн у сільпо села Синодське Синодського Саратовської області, через яке проходив старовинний тракт Казань-Астрахань. Першу шахову книжку, авторства гросмейстера Юхима Боголюбова, Миколі подарував товариш. Під кінець війни вже займався в міському палаці піонерів під керівництвом С. Свєчнікова. Ставши першорозрядником, перейшов під тренерське крило відомого саратовського майстра і педагога Миколи Аратовського. Заняття проходили в спортивному залі у дворі Будинку вчителя на вулиці Радищева. 1947 року виконав норматив кандидата в майстри спорту, через рік став чемпіоном Росії серед юнаків. У 1952 році став майстром спорту, в 1963 — міжнародним майстром, у 1964 — гросмейстером.

## Наукова біографія
1953 року закінчив філософський факультет Ленінградського державного університету, де проявив інтерес до психології під впливом свого вчителя, видатного вченого Бориса Герасимовича Ананьєва. Кандидатську дисертацію захистив 1969 року, докторську на тему «Пізнання людьми один одного в конфліктній діяльності» — 1980-го. Обидва захисти відбулися на факультеті психології Ленінградського держуніверситету. Від 1970 до 1980 року працював у Саратовському держуніверситеті ім. М. Г. Чернишевського старшим викладачем, доцентом, а від 1978 року — завідувачем кафедри психології. Головна тема наукових досліджень — психологія міжособистісного конфлікту та способів його вирішення. В цьому напрямку Крогіус творчо відштовхувався від праць польського філософа і психолога Тадеуша Котарбінського. Сам Крогіус науковим шляхом встановив, що труднощі, створювані супротивнику (супернику) в конфліктній (конкурентній) діяльності, повинні бути максимальними, оскільки будь-яка, об'єктивно не вимушена поступка неминуче посилює потенціал опонента. Вперше узагальнив прийоми психологічної боротьби у спорті, досліджував психологічну ініціативу. Крогіус творець нової галузі психології — психології шахової гри, близько 20 його книг і 150 статей присвячені безпосередньо науковим дослідженням. У радянській психології особливо високу оцінку отримали монографії Крогіуса: «Личность в конфликте» (Саратов, 1980), «Психология шахматного творчества» (Москва, 1988).
Результати досліджень Крогіуса загальновизнані у світі, стали класикою російської психології, становлять інтерес для психології менеджменту, організаційної психології, різних сфер практичної психології, є цінним внеском у сучасну гуманітарну психологію.
У грудні 1980 року в Держкомспорті СРСР було створено Управління шахів, на посаду начальника якого екс-чемпіон світу Тигран Петросян запропонував Крогіуса, його кандидатуру схвалили партійні інстанції, особливу роль відіграла підтримка завідувача відділом пропаганди ЦК КПРС Євгена Тяжельникова.
Після переїзду з Саратова до Москви на початку 1981 року майже 10 років був членом спеціалізованої вченої ради з захисту докторських дисертацій на факультеті психології Московського державного університету. Від 1981 року — начальник Управління шахів Держкомспорту СРСР (1981—1989), віце-президент Шахової федерації СРСР (1981—1990), завідувач кафедри шахів Державного Центрального Ордена Леніна інституту фізкультури (ДЦОЛІФК) 1981—1983. Член редколегії журналу 64 — Шахматное обозрение. У 1990-их роках був головним науковим співробітником НДІ теорії педагогіки Академії педагогічних наук СРСР.

## Спортивні досягнення
Чемпіон РРФСР (1952 та 1964). У складі команди РРФСР призер Спартакіад народів СРСР: 1963 і 1975 — 1-ше, 1967 — 2-ге місця. Переможець командного чемпіонату Європи (1965) у складі збірної команди СРСР. Учасник 7 чемпіонатів СРСР, найкращі результати: 1958 — 9-11-те, 1961 — 9-10-те, 1964 — 8-9-те, 1967 — 7-ме місця. Найкращі результати на міжнародних змаганнях: Плоєшті (1957) — 3-4-те; Варна (1960 і 1969) — 1-2-ге і 1-ше; турнір пам'яті Михайла Чигоріна (Сочі, 1963, 1966 та 1973) — 3-4-те, 1964 — 1-ше, з 1965 по 1977 — 4-те, 1967 — 1-5-те; Будапешт (1965) — 4-те; Гавр (1966) — 2-3-тє; Сараєво (1968) — 3-4-те; Поляниця-Здруй (1969) — 2-3-тє; Гастінгс (1970/1971) — 2-6-те місця. Учасник матчів РРФСР — Болгарія (1957 та 1961); СРСР — Югославія (1958), РРФСР — Угорщина (1963). Чемпіон Росії серед юнаків (1948).
Починаючи з 1991 року Крогіус взяв участь в декількох чемпіонатах світу серед ветеранів, що проходили у Верисхофені та інших містах південної Німеччини. Завжди був серед призерів, одного разу поділив перше місце з гросмейстером Марком Таймановым, поступившись тому чемпіонством за додатковими показниками. Призові місця Крогіус посів також на турнірах в Лінці, Калманешті (Румунія) і Дюнкерку.
Крогіус — шахіст позиційного стилю, з логічним складом мислення. Має низку теоретичних розробок у галузі дебюту і мітельшпілю. Видатний аналітик. Роботи Крогіуса з психології шахів видані в Аргентині, Великій Британії, Німеччині, Іспанії, США, ФРН, Югославії. За досягнення в галузі шахів нагороджений орденом «Знак Пошани» (1981).

## Тренерська діяльність
Був тренером-секундантом чемпіона світу з шахів Бориса Спаського на матчах за світову корону з Тиграном Петросяном у 1969 (Москва) і Боббі Фішером (1972, Рейк'явік).

## Державна і громадська діяльність
Як спортивний функціонер, у 1981—1989 роках, жорстко відстоював інтереси СРСР і радянських шахістів у Міжнародній шаховій федерації (ФІДЕ). У знаменитому протистоянні 1980-х Карпов — Каспаров симпатизував Анатолію Карпову, з яким Крогіуса також пов'язувала багаторічна дружба. У Держкомспорті СРСР вирізнявся авторитарним стилем керівництва з упором на партійну і державну дисципліну. У 1981—1991 роках входив до складу КПРС.
Після обширного інфаркту, який стався 8 вересня 1987 року прямо на робочому місці в Центральному шаховому клубі СРСР, змушений був незабаром полишити державну і громадську діяльність.

## Критика
Крогіусу, як начальнику управління шахів Держкомспорту СРСР, дорікали у волюнтаристичних рішеннях щодо участі тих чи інших радянських шахістів у міжнародних змаганнях за кордоном, невмотивовані відмови низці шахістів і тренерів, переважно євреям, у виїзді за кордон на спортивні заходи. Насправді участь радянських шахістів у зарубіжних змаганнях суворо регулювалася встановленою партійними інстанціями системою квот, обов'язковою для Держкомспорту СРСР. Обійти систему квот або перевищити квоту на виїзд за кордон було неможливо. Крім того, відповідальність за низку неприємних рішень з особистих питань, прийняття яких приписували Крогіусу, насправді несуть перший заступник голови Держкомспорту СРСР Микола Русак і куратор-заступник голови Держкомспорту СРСР В'ячеслав Гаврилін, а також анонімні функціонери з ЦК КПРС. Рішення з персональних питань, пов'язані з виїздом за кордон, Крогіус також зобов'язаний був узгодити з оперативним співробітником КДБ СРСР, полковником Володимиром Кулешовим, куратором управління шахів. Сам Крогіус, бувши не лише спортивним посадовцем, але й насамперед — гросмейстером і тренером, важко переживав ці перипетії, що відбилося на його здоров'ї.

## Після кар'єри
У 1990-х роках був шаховим оглядачем газети «Правда». Бувши висококласним конфліктологом, у 1990—1999 консультував низку докторантів та аспірантів за цією дуже актуальною тоді темою; у тому числі досить ґрунтовно — свого учня ще за ДЦОЛІФКом, журналіста газети «Правда» Ігоря Ленського при підготовці кандидатської дисертації про методи врегулювання міжнаціональних конфліктів (М., Російська академія освіти, 1998).
Спільно з гросмейстером Левом Альбуртом 2000 року Крогіус випустив підручник з ендшпілю, того року визнаний найкращою шаховою книгою в США. 2011 року у видавництві «Фенікс» вийшла мемуарна книга Крогіуса «Шахматы. Игра и жизнь». 2014 року з'явилася ще одна книга спогадів Крогіуса «Записки гросмейстера», в якій він вперше торкається раніше ніколи не опублікованих подробиць радянської шахової життя і матчів між Карповим та Каспаровим.
Загалом Крогіус написав понад 30 книг, виданих в СРСР, Росії, Німеччині, Сербії, Македонії, Франції, Великій Британії, США, Аргентині, Іспанії, Швейцарії, Киргизії та інших країнах. Перу Крогіуса належить кілька сотень наукових, теоретичних і публіцистичних статей, він вів постійні рубрики в журналі «Клуб» (1990—1998) і двох федеральних газетах «Правда» і «Советская Россия».
У вересні 1998 року Крогіус переїхав з родиною до США, проживає в Стейтен-Айленді (Нью-Йорк), отримав американське громадянство, залишаючись громадянином Росії.

## Родина
Одружений єдиним шлюбом від 1959 року. Разом з дружиною — Іриною Володимирівною Крогіус (до шлюбу Гордєєва) — 2009 року відзначили «золоте весілля». Дві доньки — Ольга і Марія. Має двох онуків від Ольги — Олег (нар. 1985), математик, і Георгій (нар. 2003), школяр. Молодша донька Марія стала в США докторкою фармакології, відкрила власну аптеку, разом з чоловіком у 2012 році усиновила в Україні семирічного хлопчика і його дворічну сестру. Таким чином Микола Крогіус має чотирьох онуків.

## Цікаві факти
- У Саратові Микола Володимирович отримав водійські права і охоче сідав за кермо. Перебравшись до Москви, Крогіус навідріз відмовився керувати автомобілем, нарікаючи на інтенсивність і хаотичність руху, і користувався послугами службового водія.
- Ранг спортивного чиновника високого рівня в епоху радянського офіціозу накладав істотні обмеження на дружні зв'язки Крогіуса, що ускладнювалося особливостями його педантичного характеру. Найбільш близькі стосунки пов'язували його з гросмейстерами Михайлом Ботвинником, Василем Смисловим, Анатолієм Карповим, Левом Полугаєвським, Ігорем Зайцевим, Віктором Купрейчиком, президентом Шахової федерації СРСР Віталієм Севастьяновим, шаховим журналістом Олександром Рошалем, міжнародними арбітрами Віктором Батуринським, Віктором Шуваловим і Вірою Тихомировою.
- Проживаючи в США, Крогіус регулярно публікується в наукових збірниках Саратовського державного університету, журналі «Волга»[13].
- На початку 2009 року Микола та Ірина Крогіуси отримали вітання з нагоди Золотого весілля від дружини президента США Мішель Обами[13].
- У 2013 році Крогіус завершив роботу над мемуарами, які охоплюють чотири десятиліття його спортивної, тренерської та суспільно-державної діяльності в СРСР.

## Книги
- Человек в шахматах, Саратов, 1967;
- Законы эндшпиля, М., 1971;
- Возрастные различия интеллектуальных способностей, Саратов, 1972;
- Личность в конфликте. На материале исследования шахматного творчества, Саратов, 1976;
- Психологическая подготовка шахматиста, 2-е издание, М., 1979;
- Энциклопедия середины игры, Белград, 1980 (соавтор);
- Психология шахматного творчества, М. 1981;
- Шахматы — творчества и воспитания, М. 1981.
- Борис Спасский. В двух томах. (Соавторы Голубев А. Н., Гутцайт Л. Э.). Центральный коллектор научных библиотек, 2000. 12000 экз., 730 с. ISBN 5-93260-007-1.
- Шахматы. Игра и жизнь. Феникс, 2011. 2500 экз., 400 с. ISBN 978-5-222-17777-8.
- Крогиус Н. В. Записки гроссмейстера. СПб, 2014. 90 с. ISBN 978-5-904819-76-7.

## Зміни рейтингу
| На цьому місці має відображатися графік чи діаграма, однак з технічних причин його відображення наразі вимкнено. Будь ласка, не видаляйте код, який викликає це повідомлення. Розробники вже працюють для того, щоби відновити штатне функціонування цього графіка або діаграми. | |
| | На цьому місці має відображатися графік чи діаграма, однак з технічних причин його відображення наразі вимкнено. Будь ласка, не видаляйте код, який викликає це повідомлення. Розробники вже працюють для того, щоби відновити штатне функціонування цього графіка або діаграми. |